# 172-га стрілецька дивізія (3-го формування)
172-а стрілецька дивізія (3-тє формування) — військове з'єднання РСЧА в роки Німецько-радянської війни.

## Історія
Сформовано до 14 вересня 1942 року. У бойових діях брала участь з 14 вересня 1942 по 11 травня 1945. Згодом 172-а Павлоградська Червонопрапорна ордена Суворова — стрілецька дивізія. Брала участь у боях за Сталінград, Донбас, Павлоград, Рівне, звільняла Польщу, штурмувала Берлін. З боями форсувала річки Дон, Сян, Віслу, Одра. Звільняла Прагу.

## Повна назва
- 172-а стрілецька Павлоградська Червонопрапорна ордена Суворова дивізія.

## Склад
- 388-й стрілецький полк
- 514-й стрілецький полк
- 747-й стрілецький полк
- 174-й окремий винищувальний протитанковий дивізіон ім. Комсомолу Удмуртії
- 134-й артилерійський полк
- 157-а розвідувальна рота
- 275-й саперний батальйон
- 222-й окремий батальйон зв'язку (276 окрема рота зв'язку)
- 224-й медико-санітарний батальйон
- 7-а окрема рота хімзахисту
- 137-а автотранспортна рота
- 339-а польова хлібопекарня
- 988-й дивізійний ветеринарний лазарет
- 2252-а польова поштова станція
- 924-а польова каса Державного банку СРСР

## Періоди участі у бойових діях
- З 14.09.1942 року до 22.09.1943 року.
- З 5.11.1943 року до 4.02.1944 року.
- З 15.02.1944 року до 11.05.1945 року.

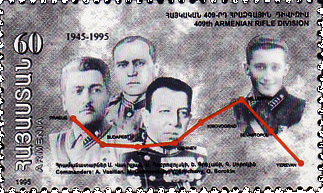
Командири 409-ї стрілецької дивізії: А. А. Василян, М. І. Добровольський, Є. П. Гречаний та Г. С. Сорокін. Марка Вірменії, 1995 р.

- Костіцин Олександр Степанович (09.09.1942 — 29.09.1942), полковник;
- Сорокін Гаврило Степанович (30.09.1942 — 31.12.1942), полковник;
- Тимофєєв Микола Сергійович (23.01.1943 — 01.01.1944), полковник, з 18.05.1943 генерал-майор;
- Коркішко Микита Васильович (02.01.1944 — 07.05.1944), полковник;
- Краснов Анатолій Андрійович (08.05.1944 — 11.05.1945), генерал-майор.

## Воїни, що відзначилися
- Алєксандров Андрій Степанович, старший сержант, командир гармати 134 артилерійського полку.
- Зеленський Федір Федорович, старший лейтенант, командир мінометної батареї 120 мм минометів 388 стрілецького полку.
- Кодочигов Михайло Пилипович, молодший сержант, навідник гармати 134 артилерійського полку. Загинув у бою 18 листопада 1945 року.
- Мерчанський Василь Петрович, старший сержант, командир гармати 134 артилерійського полку.
- Павловський Рафаїл Семенович, лейтенант, командир батареї 134 артилерійського полку.
- Поляков Леонід Євдокимович, майор, командир батальйону 388 стрілецького полку.

## Нагороди
- 19 вересня 1943 — почесне найменування «Павлоградська» — присвоєно наказом Верховного Головнокомандувача від 19 вересня 1943 в ознаменування здобутих успіхів і відзнаку в боях за визволення Павлограда.
- 19 березня 1944 року - Орден Суворова 2-го ступеня — нагороджена указом Президії Верховної Ради СРСР від 19 березня 1944 року за зразкове виконання завдань командування у боях за визволення міста Дубно та виявлену при цьому доблесть і мужність.[2]
- 28 травня 1945 року - Орден Червоного Прапора — нагороджена указом Президії Верховної Ради СРСР за зразкове виконання завдань командування в боях при прориві оборони німців на річці Ниса та оволодінні містами Котбус, Люббен, Цоссен, Беліц, Люкенвальде, Троєнбрітцен, Цана, Марієнфельде, Треббін, Рангсдорф, Дідерсдорф, Кельтов і виявлені при цьому доблесть та мужність.[3]

Нагороди частин дивізії:
- 388 стрілецький Сандомирський ордена Богдана Хмельницького (II ступеня)[4] полк
- 514 стрілецький Вісленський ордена Богдана Хмельницького (II ступеня)[4] полк
- 747 стрілецький Келецький ордена Богдана Хмельницького (II ступеня)[5] полк
- 134 артилерійський Келецький орденів Богдана Хмельницького (II ступеня)[6] та Олександра Невського[7] полк
- 174 окремий винищувально-протитанковий ордена Червоної Зірки[8] дивізіон ім. Комсомолу Удмуртії